# المماليك البحرية
المماليك البحرية، ويشار إليهم أحيانًا باسم سلالة البحري، كانوا حكام سلطنة المماليك في مصر من عام 1250 إلى عام 1382، بعد سلالة الأيوبيين. تم شراء أعضاء الطبقة الحاكمة المماليك كعبيد (مماليك) وتم إعتاقهم، وكان الأقوى بينهم يتولى دور السلطان في القاهرة. في حين حاول العديد من سلاطين المماليك البحرية تأسيس سلالات وراثية من خلال أبنائهم، إلا أن هذه المحاولات باءت بالفشل في النهاية، حيث كان دور السلطان ينتقل في كثير من الأحيان إلى مملوك قوي آخر.
كان المماليك البحريون من أصل تركي قبجاكي في الغالب. كان أربعة عشر من أصل ثمانية عشر سلطانًا بين عامي 1279 و1390 ينتمون إلى سلالة القلاوونيين. بعد عامي 1382/1390، خلفهم نظام المماليك الثاني، المماليك البرجيون، الذين كان معظمهم من أصل شركسي. اسم بحري أو بحرية يعني "النهر"، في إشارة إلى موقع ثكناتهم الأصلية في جزيرة الروضة في النيل (نهر النيل) في القاهرة، في قلعة الروضة التي بناها السلطان الأيوبي الصالح أيوب.

## أصولهم
كان أغلب أصول فرسان المماليك من الأتراك القبجاق، والقبط، والجركس، والكرج حيث يتم بيعهم و هم أطفال في سوق النخاسة في القاهرة ثم يقوم أحد الأمراء بعتقهم و يشرف على تربيته فيصبحون في مكانة الموالي لدي الأمراء بل وقد تصل العلاقة بينهم كعلاقة الأب والابن.

### تجارة الرقيق
بسبب ظهور المغول واصطدامهم بالخوارزميين منذ سنة 616هـ تسبب في وقوع الكثير من الترك والجركس في الأسر ومن ثم عرضهم للبيع والشراء كعبيد وجواري في أسواق النخاسة في القاهرة.
اذا كان العديد من المماليك تعود أصولهم إلي فئة جلبت من أسواق النخاسة بالقوقاز وبلاد ما وراء النهر وشواطئ البحر الاسود و الطريق الذي يسلكوه إلي مصر يكون عبر البحر الاسود إلي خليج القسطنطينية ومنه إلي البحر الأبيض المتوسط الى ميناء الاسكندرية أو دمياط ثم إلي سوق النخاسة في القاهرة.

### المجاعات وخطف الأطفال في مصر
كان اللصوص لا يتوانون عن خطف الأطفال من القرى المصرية، ويحملونهم إلى تجار الرقيق لبيعهم في أسواق النخاسة، ويؤكد ذالك البغدادى أثناء حديثه عن المجاعة التى شهدتها مصر في عام 595هـ /1198م بأن أطفال الفقراء ممن لم يعد لهم كفيل ولا حارس كانوا منتشرين في جميع الأرجاء، وكان اللصوص يتصيدون هؤلاء الأطفال لبيعهم لتجار الرقيق.
تحدث شيخ المؤرخين تقي الدين المقريزي عن أثر مجاعة أخري ضربت مصر في عهد الأشرف زين الدين شعبان فيقول: «وقصر مدّ النيل بمصر حتى شرقت الأراضي إلّا قليلا، وعظم الغلاء والفناء، فباع أهل الصعيد أولادهم من الجوع، وصاروا أرقاء مملوكين» حيث تسببت المجاعات التي كانت تحدث في الديار المصرية بسبب قصر مد النيل و سوء تدبير الحكام في العصرين الأيوبي و المملوكي إلي بيع الأهالي أبنائهم من شدة الجوع وكانو يسمون أولاد الناس.
حتي بدون حدوث المجاعات كان تجار الرقيق لا يتوانون عن الاتفاق مع اللصوص لخطف الأطفال من القرى، وتسليمهم للتجار لبيعهم في أسواق النخاسة.

## نشأة المماليك
كان الصالح نجم الدين أيوب، ومن تبعه من الأمراء لا يتعاملون مع المماليك كرقيق بل على العكس من ذلك تماماً فقد كانوا يقربونهم جداً منهم لدرجة تكاد تقترب من درجة أبنائهم، ولم تكن الرابطة التي تربط بين المالك والمملوك هي رابطة السيد والعبد أبداً، بل رابطة المعلم والتلميذ، أو رابطة الأب والابن، أو رابطة كبير العائلة وأبناء عائلته وهذه كلها روابط تعتمد على الحب في الأساس، لا على القهر أو المادة حتى إنهم كانوا يطلقون على السيد الذي يشتريهم لقب "الأستاذ" وليس لقب "السيد" و كان المملوك ينشأ على حب مصر والإنتماء إليها بصفتها وطنه الوحيد الذي لايعرف غيره ففيها اهله و زملائه في الخشداشية الذين هم بمثابت أخوانه.
ويقول شيخ المؤرخين تقي الدين المقريزي بخصوص تربية المملوك الصغير فيقول:«إن أول المراحل في حياة المملوك هي أن يتعلم اللغة العربية قراءة وكتابة، ثم بعد ذلك يُدفع إلى من يعلمه القرآن الكريم، ثم يبدأ في تعلم مبادئ الفقه الإسلامي، وآداب الشريعة الإسلامية.. ويُهتم جداً بتدريبه على الصلاة، وكذلك على الأذكار النبوية، ويُراقب المملوك مراقبة شديدة من مؤدبيه ومعلميه، فإذا ارتكب خطأً يمس الآداب الإسلامية نُبه إلى ذلك، ثم عوقب» و لهذه التربية المتميزة كان أطفال المماليك ينشؤون عادة وهم يعظمون أمر الدين الإسلامي جدًا، وتتكون لديهم خلفية واسعة جداً عن الفقه الإسلامي، وتظل مكانة العلم والعلماء عالية جداً جداً عند المماليك طيلة حياتهم، وهذا ما يفسر النهضة العلمية الراقية التي حدثت في زمان المماليك، وكيف كانوا يقدرون العلماء حتى ولو خالفوهم في الرأي ولذلك ظهر في زمان دولة المماليك الكثير من علماء المسلمين الأفذاذ من أمثال ابن دقيق العيد والنووي وابن تيمية وابن قيم الجوزية وابن حجر العسقلاني وابن كثير والمقريزي وابن الهائم المقدسي رحمهم الله جميعاً، وظهرت أيضاً غيرهم أعداد هائلة من العلماء يصعب جداً حصرهم.
ثم إذا وصل المملوك بعد ذلك إلى سن البلوغ جاء معلمو الفروسية ومدربو القتال فيعلمونهم فنون الحرب والقتال وركوب الخيل والرمي بالسهام والضرب بالسيوف، حتى يصلوا إلى مستويات عالية جداً في المهارة القتالية، والقوة البدنية، والقدرة على تحمل المشاق والصعاب ثم يتدربون بعد ذلك على أمور القيادة والإدارة ووضع الخطط الحربية، وحل المشكلات العسكرية، والتصرف في الأمور الصعبة، فينشأ المملوك وهو متفوق تماماً في المجال العسكري والإداري، وذلك بالإضافة إلى حمية دينية كبيرة، وغيرة إسلامية واضحة، وهذا كله - بلا شك - كان يثبت أقدام المماليك تماماً في أرض القتال وكل ما سبق يشير إلى دور من أعظم أدوار المربين والآباء والدعاة، وهو الاهتمام الدقيق بالنشء الصغير، فهو عادة ما يكون سهل التشكيل، ليس في عقله أفكار منحرفة، ولا عقائد فاسدة، كما أنه يتمتع بالحمية والقوة والنشاط، وكل ذلك يؤهله لتأدية الواجبات الصعبة والمهام الضخمة على أفضل ما يكون الأداء.
وفي كل هذه المراحل من التربية كان السيد الذي اشتراهم يتابع كل هذه الخطوات بدقة، بل أحياناً كان السلطان الصالح أيوب يطمئن بنفسه على طعامهم وشرابهم وراحتهم، وكان كثيراً ما يجلس للأكل معهم، ويكثر من التبسط إليهم، وكان المماليك يحبونه حباً كبيراً حقيقياً، ويدينون له بالولاء التام. وهكذا دائماً.. إذا كان القائد يخالط شعبه، ويشعر بهم، ويفرح لفرحهم، ويحزن لحزنهم، ويتألم لألمهم، فإنهم -ولاشك- يحبونه ويعظمونه، ولا شك أيضاً أنهم يثقون به، وإذا أمرهم بجهاد استجابوا سريعاً، وإذا كلفهم أمراً تسابقوا لتنفيذه، وبذلوا أرواحهم لتحقيقه،وكان المملوك إذا أظهر نبوغاً عسكرياً ودينياً فإنه يترقى في المناصب من رتبة إلى رتبة، فيصبح هو قائداً لغيره من المماليك، ثم إذا نبغ أكثر أعطي بعض الإقطاعات في الدولة فيمتلكها، فتدر عليه أرباحاً وفيرة، وقد يُعطى إقطاعات كبيرة، بل قد يصل إلى درجة أمير، وهم أمراء الأقاليم المختلفة، وأمراء الفرق في الجيش وهكذا.
وكان المماليك في الاسم ينتسبون عادة إلى السيد الذي اشتراهم.. فالمماليك الذين اشتراهم الملك الصالح يعرفون بالصالحية، والذين اشتراهم الملك الكامل يعرفون بالكاملية وهكذا..وقد زاد عدد المماليك الصالحية، وقوي نفوذهم وشأنهم في عهد الملك الصالح أيوب، حتى بنى لنفسه قصراً على النيل، وبنى للمماليك قلعة إلى جواره تماماً، وكان القصر والقلعة في منطقة الروضة بالقاهرة، وكان النيل يعرف بالبحر،فأطلق المصريون عليهم اسم المماليك البحرية لكونهم نشأو و سكنوا في جزيرة تقع في منتصف بحر النيل وبذالك اشتهرت تسمية المماليك الصالحية "بالمماليك البحرية".
ولقد أثبت هؤلاء المماليك البحرية كفاية في التغلب على أكبر خطرين خارجيين واجهتهما مصر، بل العالم الإسلامي كله في منتصف القرن السابع الهجري/الثالث عشر الميلادي، وهما خطر الصليبيين وخطر التتار، ونبغ من بين أولئك المماليك عدة رجال كان لهم أثر كبير في تغيير مجرى السياسة المصرية، وكان ابرزهم الظاهر بيبرس وسيف الدين قطز والمنصور قلاوون الذين أصبحوا من موالي الصالح أيوب إلى سلاطين مصر.

## التاريخ
شكّلت المماليك واحدة من أقوى وأغنى الإمبراطوريات في ذلك الوقت، دامت من عام 1250-1517 في مصر وشمال أفريقيا وبلاد الشام والحجاز والشرق الأدنى.

### تطور الأوضاع
في 1250م، عندما توفي السلطان الأيوبي الصالح أيوب، قام المماليك البحرية بقتل ابنه ووريثه توران شاه الذي حاول التخلص منهم، كما أصبحت شجرة الدر أرملة الصالح سلطانة مصر. وتزوجت من الأتابك (القائد العام) الأمير أيبك وتنازلت له عن العرش. وصار أيبك سلطان وحكم من عام 1250-1257م.
تماسكت قوة المماليك خلال عشر سنوات وفي النهاية أنشأوا السلالة الحاكمة المماليك البحرية. وقد كان سبب تماسك قوتهم هو نهب المغول لمدينة بغداد عام 1258، والتي دمّرت بشكل فعال على الخلافة العباسية. فأصبحت القاهرة أكثر أهمية نتيجة لذلك، وظلت من بعدها عاصمة سلطنة مماليك مصر.
المماليك كانوا فرسان أقوياء نتيجة نشأتهم العسكرية الصارمة و الدينية في قلعة الروضة في القاهرة. عام 1260م هزم المماليك جيش المغول في معركة عين جالوت واضطروا الغزاة في نهاية المطاف إلى التراجع إلى العراق. هزيمة المغول على يد المماليك عزز موقف المماليك في جنوب حوض البحر الأبيض المتوسط.الظاهر بيبرس أحد القادة في المعركة، أصبح السلطان الجديد بعد اغتيال السلطان قطز في طريق عودتهم.
عام 1250م كان الظاهر بيبرس أحد قادة المماليك الذين دافعوا عن المنصورة ضد فرسان الحملة الصليبية لويس التاسع ملك فرنسا، الذي هُزم وأُسر في فراسكور وتم افتداؤه. قد أخذ بيبرس أيضا في الإستحواذ على المماليك في مصر، وفي عام 1261 م بعد أن أصبح سلطان صار يتحكم في الخلافة العباسية من القاهرة، وحارب المماليك بقايا الدول الصليبية في فلسطين حتى استولوا على عكا.
دث التراجع النسبي للأقباط المسيحيين في مصر خلال حقبة المماليك البحرية وتسارع بشكل أكبر في ظل الدولة المملوكية. وكانت هناك عدة حالات احتجاجات للمسلمين المصريين ضد ثروة المسيحيين الأقباط وعملهم في الدولة، وأحرقت دور عبادة كل طرف من قبل الآخر في أوقات التوترات بين الطوائف. ونتيجة للضغط الشعبي، تم إيقاف عمل الأقباط في البيروقراطية على الأقل تسع مرات بين أواخر القرن الثالث عشر ومنتصف القرن الخامس عشر، وفي عام 1301، أمرت الدولة بإغلاق جميع الكنائس. وكان البيروقراطيون الأقباط المسيحيين يُعادون في كثير من الأحيان إلى مناصبهم بعد انتهاء فترة التوتر الطائفي. وفقا للباحثة الأمريكية كريستين ستيلت، خلال تلك الحقبة عندما كان بعض الأقباط يمنعون من العمل ككتاب تظاهروا باعتناق الإسلام، إلا أنه كان من الشائع حينها وصف هذه التحولات بأنها تظاهر بالتحول لتجنب الإجراءات الرسمية ضدهم الخاصة بالملابس والتوظيف والسلوك". ووفقا لستيلت، فقد كان من أسباب التحولات الدينية للأقباط هو تحول الطبقة الغنية من الأقباط -والذين عملوا مع السلطان- إلى الإسلام، مما أدّى لتوقفهم عن مساعدة الفقراء من الأقباط على دفع الجزية وأدى ذلك لزيادة تحول الفقراء من الأقباط للإسلام، ووفقا لستيلت، فقد تمكّن عدد من الأقباط من الحفاظ على وظائفهم دون التحول للإسلام. في القرن الرابع عشر تسارعت عمليات تحولات الأقباط إلى الإسلام خوفاً من الاضطهادات وفقاً لمصادر مختلفة، وبحلول نهاية الحقبة المملوكية، ارتفعت نسبة المسلمين بالمقارنة مع المسيحيين إلى 10: 1. ويشير الباحث جاك طنوس من جامعة برنستون أنه خلال حقبة المماليك البحرية اضطرت أعداد كبيرة من النخب القبطية إلى التحول إلى الإسلام من أجل الحافظ على وظائفها. ويشير الباحث أن التحول إلى الإسلام كان في كثير من الأحيان لتوفير السلامة خلال فترات الاضطهاد أو العنف أو التهديد، وكان أيضاً من أجل دفع أقل ضرائب أو الحصول على مزيد من فُرص العمل أو لتحقيق مكانة اجتماعية. ويشير فريد انجستروم من جامعة ميشيغان أن هذه الفترة الأخيرة من الحكم المملوكي كانت الأكثر قتامةً والذي تضمن القتل في الشوارع، وموجات اضطهاد الأقباط.
التتار
استقر كثير من التتار في مصر وتم توظيفهم من قبل بيبرس. وهزم المغول في معركة الأبلستين وأرسل الخليفة العباسي ب250 فقط من الرجال لمحاولة لاستعادة السيطرة على بغداد، لكنه لم يوفق. في 1266 مملكة أرمينيا الصغرى عام 1268 واستعاد إنطاكية من الصليبيين. بالإضافة إلى ذلك، كان قد حارب السلاجقة والحشاشين؛ كما أنه مدد قوة المسلمين إلى النوبة للمرة الأولى، قبل وفاته في عام 1277.
السلطان قلاوون هزم التمرد في سوريا التي كان يقودها سنقر الأشقر في 1280, وهزم أيضا الغزو المغولي الآخر في 1281 التي كانت بقيادة أباقا خان خارج حمص. بعد أن قام المغول بالتهديد استعاد طرابلس من الصليبيين في 1289. استولى ابنه خليل على عكا، المدينة الصليبية الماضي في 1291.

اقاليم دولة القبيلة الذهبية في عام 1389.

جدد المغول غزوهم في عام 1299، ولكنهم هزموا مرة أخرى في 1303. دخل سلاطين المماليك المصرية في علاقات مع القبيلة الذهبية الذين اعتنقوا الإسلام. وأقام اتفاق سلام مع المغول في 1322.
تزوج السلطان الناصر محمد من أميرة مغولية 1319. كانت علاقاته الدبلوماسية أكثر اتساعا من أي سلطان سابق، وشملت ملوك بلغاريا والهند والحبشة، وكذلك البابا، وملك أراغون وملك فرنسا. نظم الناصر محمد بن قلاوون إعادة حفر للقناة عام 1311 التي كانت تربط الإسكندرية مع نهر النيل. توفي في 1341م.

### بني قلاوون
بني قَلَاوُونَ هي سلالة حاكمة أسسها الملك المنصور سيف الدين قلاوون (الذي كان من ضمن المماليك البحرية) بعد إزاحة بيت الظاهر بيبرس من الحكم عام 1279م، وتوليه حكم السلطنة المصرية المملوكية و علي رغم أن مبدأ وراثة العرش لم يكن مألوفا لدي أمراء المماليك إلا أن الحكم استمر في ذريته زهاء قرن من الزمان، ومع ذالك كان يتنافس أمراء المماليك وسلاطين بني قلاوون علي السلطة حتي انه كان في بعض الأحيان تكون السلطة الفعلية في يد أمراء المماليك تارة و بني قلاوون تارة.

### انحلال دولة المماليك البحرية
أدت التغيرات المستمرة من السلاطين التي أعقبت إلى اضطراب كبير في المحافظات. وفي الوقت نفسه، في 1349 أدخلت مصر وبلاد الشام بشكل عام إلى الطاعون، الذي يقال أنه أودى بحياة الكثير من السكان.
تولّى الصالح حاجي بن قلاوون الحكم خلفا لأخية السلطان المنصور علاء الدين ولم يمض على حكمه سوى سنة حتى خلع في عام 1382م وتسلطن الأمير برقوق من المماليك البرجية. غير أنه أعيد الصالح حاجي وحكم مدة سنة واحدة. ثم أخرج السلطان برقوق من سجنه وأُعيد إلى سلطانه، وانتهى أمر المماليك البحرية بشكل دائم بسقوط بني قلاوون وجاء عهد المماليك البرجية الذين كانوا بمثابتة موالي السلطان المنصور قلاوون.

## التنظيم العسكري
على المستوى العام، والعسكري خلال سلالة البحرية يمكن تقسيمها إلى عدة جوانب
1.المماليك السلطانية في وصف القلقشندي بأنهم كانوا عند السلطان الأعظم شأنا تنقسم المماليك السلطانية إلى:-
- الخاصكية: عرفوا بهذا الأسم لأنهم كانو يلازمون السلطان في خلواته وأوقاته وكانوا يميزون عن الاّخرين بحملهم السيوف ويرتدون حللا مزركشة ويسمح لهم بالدخول على السلطان وهو في خلوته دون إذن سابق وكانوا مميزين في زيهم وركوبهم وكانوا يرسلون في مهمات خاصة إلى الدول الأجنبية وكان للخاصكية اّداب معينة وتقاليد خاصة يتميزون بها عن غيرهم وعندما يكونون في الخدمة السلطانية يقف كل واحد منهم في مكانه المعين له دون أن يسمح له أو لأحد من المماليك أن يحدث زميله بكلمة واحدة في أي أمر من الأمور ولا يلتفت إليه كما كان محرما عليهم أن يجتمع كل منهم بالاّخر في الرحلات أو الصيد وإذا بلغ السلطان عن أحدهم أنه فعل ذلك بدون استئذان يأمر بنفيه أو القبض عليه، وكان الخاصكية يقضون معظم النهار وجانبا من الليل في خدمة القصر السلطاني.
- النوبة: وهو من يدخل على السلطان في النهار ليعرض عليه الأمور الخاصة بالمماليك وكان من اختصاصه الإشراف على مماليك السلطان والفصل في خصوماتهم وعقاب من يهمل منهم واجباته ويرجع إليه المماليك في كل أمورهم وقد بلغ من تكريم السلطان لهذا الموظف الكبير أنه كان يخاطبه بلقب «الجناب العالي» بل كان يدعوه أحيانا «الأخ» وقد جرت العادة أن يتقلد وظيفة رأس النوبة أربعة أمراء.
- حرس السلطاني خارج القصر: كان له أهمية كبرى في المواكب السلطانية التي كان يمتاز بها ذلك العصر إذ تعددت تلك المواكب حتى شملت موكب السلطنة والاحتفال بفتح الخليج وصلاة الجمعة والعيدين ولعب الكرة والصيد.
- القراصنة: وهم مماليك السلاطين السابقين بمعنى أصح قدامى المحاربين الذين قاموا بخدمة طويلة في الجيش وكان وضعهم في ساحة القتال مميز جدا حيث يقع عليهم عبء الحرب كله.

2.أجناد الحلقة: تتكون من محترفي الجندية من مماليك السلاطين السابقين وأولادهم وهم على هذا الأساس جيش الدولة الذي لا يتغير بتغير السلطان ويشرف على كل ألف منهم أحد الأمراء ويشترط فيه الإلمام بمساكنهم ومكان إقامتهم لجمعهم عند الطلب وليس لهذا الأمير سلطة عليهم إلا في أثناء الحرب وتعتبر القوة الضاربة للجيش وأجنادها يحتلون مراكز الشرف الأولى في كافة الحفلات الرسمية المختلفة وكانت أسماؤهم جنبا إلى جنب مع أسماء الأمراء في الحفلات الرسمية وبخاصة احتفال القسم عند اعتلاء السلطان عرش السلطنة، كما استخدم مقدمي الحلقة كمبعوثين للدول أو لصحبة الأجانب وهم في طريقهم إلى بلادهم عائدين من مصر وإن كانت مهمة هؤلاء المبعوثين كانت عادة مخصصة لطائفة الخاصكية.
ولقد وصلت أجناد الحلقة إلى مراكز رئيسية مرموقة نتيجة لدورهم الهام في أعمال القتال ويعتبرون فخر الجنود ويقاتلون في قلب الجبهة.
3.أجناد الأمراء: كان لكل أمير مجموعة من المماليك ترافقه في حله وترحاله وتكون معه في ميادين القتال وكانوا عادة يعسكرون خارج القاهرة وكان عدد أجناد الأمراء محدود حيث كان يحل دائما مماليك جدد محل الذين تقادموا.

## قائمة السلاطين البحرية
من أشهر سلاطين المماليك البحرية الظاهر بيبرس، وقطز، والمنصور قلاوون، وابنيه الأشرف صلاح الدين خليل الأشرف خليل والناصر محمد.
ترتيب زمني لمماليك بحرية:
1. 1257-1250: عز الدين أيبك
2. 1259-1257: نور الدين علي بن أيبك
3. 1260-1259: المظفر سيف الدين قطز
4. 1277-1260: الظاهر ركن الدين بيبرس البندقداري
5. 1279-1277: السعيد ناصر الدين أبو المعالي محمد بركة قان
6. 1279-1279: العادل بدر الدين سُلامش
7. 1290-1279: المنصور سيف الدين قلاوون
8. 1293-1290: الأشرف صلاح الدين خليل بن قلاوون
9. 1294-1293: الناصر ناصر الدين محمد بن قلاوون
10. 1296-1294: العادل زين الدين كتبغا
11. 1298-1296: المنصور حسام الدين لاجين
12. 1308-1298: الناصر ناصر الدين محمد بن قلاوون
13. 1309-1308: المظفر ركن الدين بيبرس الجاشنكير
14. 1340-1309: الناصر ناصر الدين محمد بن قلاوون
15. 1341-1340: المنصور سيف الدين أبو بكر ابن الناصر محمد
16. 1342-1341: الأشرف علاء الدين كجك ابن الناصر محمد
17. 1342-1342: الناصر شهاب الدين أحمد بن الناصر محمد
18. 1345-1342: الصالح عماد الدين إسماعيل بن الناصر محمد
19. 1346-1345: الكامل سيف الدين شعبان بن الناصر محمد
20. 1347-1346: المظفر زين الدين حاجي بن الناصر محمد
21. 1351-1347: الناصر بدر الدين أبو المعالي الحسن بن الناصر
22. 1354-1351: الصالح صلاح الدين صالح بن الناصر محمد
23. 1361-1354: الناصر بدر الدين أبو المعالي الحسن بن الناصر
24. 1363-1361: المنصور صلاح الدين محمد بن حاجي بن قلاوون
25. 1376-1363: الأشرف زين الدين شعبان بن حسن بن محمد
26. 1381-1376: المنصور علاء الدين علي بن شعبان
27. 1382-1381: الصالح زين الدين حاجي